# Día del Árbol
El Día del Árbol, Fiesta del Árbol o Fiesta cívica del árbol es recordatorio de la importancia de cuidar superficies arboladas y bosques. Los árboles, entre otros muchos beneficios, transforman el dióxido de carbono, responsable del efecto invernadero en biomasa lignocelulósica, minimizan los riesgos de inundación y evitan la erosión entre otras muchas funciones.

## Historia
Francisco Antonio Zea, como director del Real Jardín Botánico de Madrid publica en 1805 en el Semanario de agricultura y artes la noticia de la plantación de árboles con carácter festivo en Villanueva de la Sierra dando pública fe de la celebración del primer Día del Árbol en el mundo.
Por consiguiente, la primera vez que se celebró la fiesta del árbol en el mundo fue en el año 1805 en la pequeña localidad extremeña de Villanueva de la Sierra(Cáceres), una iniciativa promovida por el párroco del lugar Ramón Vacas Rojo con el apoyo entusiasta de toda la población.
Su celebración anual tiene lugar cada 22 de mayo. Esta celebración y el estudio de los orígenes de la misma renacieron a principio de los años ochenta gracias a la labor de las maestras/los maestros del pueblo que promovieron la creación de un parque dedicado al árbol y realizaron distintos proyectos para conseguir que esta tradición no cayera en el olvido inculcando en los más jóvenes un sentimiento de orgullo y pertenencia hacia esta fiesta. En diciembre de 2016 ha sido declarado Bien de Interés Cultural inmaterial.
En Madrid, las primeras fiestas del Árbol fueron impulsadas por Don Arturo Soria y Mata y Don Mariano Belmás en la Ciudad Lineal a través de la Compañía Madrileña de Urbanización(C.M.U.)y tuvieron lugar desde 1897. En estas fiestas, además de los vecinos, los escolares y los maestros eran los verdaderos protagonistas. En los siguientes años, esta Fiesta del Árbol de la Ciudad Lineal fue ganando popularidad llegando a durar varios días y en las mismas se celebraban también eventos deportivos, culturales y concursos intelectuales y estaban amenizadas por bandas de músicos incluso se compuso un Himno de la Fiesta del Árbol.Tanto las Revistas de la Ciudad Lineal como otra prensa del momento se hicieron eco de estas fiestas().Para la celebración de las consecutivas Fiestas del Árbol en la Ciudad Lineal de Madrid, la C.M.U. contaba con su propio vivero y se estima que se llegaron a plantar más de 100.000 árboles.
El 30 de abril de 1899 se celebró en el Parque de Barcelona la primera Fiesta del Árbol organizada por la Sociedad Amigos de la Fiesta del Árbol fundada por el ingeniero de montes Rafael Puig Valls, precursor de la defensa del medio natural en Cataluña. Esta sociedad creó una publicación, Crónica de la Fiesta del Árbol que recogía las crónicas de las fiestas del árbol que se celebraban durante el año. La primera publicación del año 1900 recoge la referencia de una veintena de municipios catalanes que celebraron la fiesta. Con esta celebración se quería difundir la importancia de los árboles como reguladores del ciclo hidrológico, protectores contra la erosión y moduladores del paisaje. A la fiesta asistieron 1500 niños y niñas y se plantaron 400 pinos. El discurso de Rafael Puig incidió en la necesidad de fomentar la riqueza forestal. También intervino el alcalde Bartolomé Robert que alabó el carácter de utilidad y regeneración representado en esa fiesta.
El 5 de enero de 1915 se instauró en el territorio español la Fiesta del Árbol mediante Real Orden del Ministerio de la Gobernación y una Real Orden del Ministerio de Fomento obligando a cada ayuntamiento a fijar el día de celebración mediante sesión ordinaria del pleno municipal. En 1927, el profesor y sacerdote Salvador Mozo Peña, natural de Mamolar contribuyó con el libro El árbol y su fiesta a dar un impulso a la fiesta del árbol.
El Día Internacional de los Bosques, el Día Mundial del Árbol y anteriormente el Día Forestal Mundial inicialmente una recomendación del Congreso Forestal Mundial que se celebró en Roma en 1969. Esta recomendación fue aceptada por la Organización de las Naciones Unidas para la Agricultura y la Alimentación en 1971. El día elegido fue el 21 de marzo que coincide con la entrada de la primavera en el hemisferio norte y con la del otoño en el Hemisferio sur.

## Día en que se celebra según el país.
Cada país celebra el día del árbol según sus condiciones naturales, cuando terminan los fríos o en el Caribe que apenas hay diferencias de temperatura entre verano e invierno, se escoge el inicio del verano porque ha comenzado la temporada de lluvias y facilita que arraiguen los árboles recién plantados.
- En Argentina se celebra el 29 de agosto. Esta celebración se realizó por primera vez en 1901 luego de que el Consejo Nacional de Educación la estableciera el 29 de agosto de 1900 gracias a la iniciativa de Estanislao Zeballos. Desde el siglo XIX donde se promovió la actividad forestal, siendo su principal impulsor Domingo Faustino Sarmiento manifestó:

«El cultivo de los árboles conviene a un país pastoril como el nuestro, no sólo porque la arboricultura se une perfectamente a la ganadería, sino que debe considerarse como su complemento indispensable. La Pampa es como nuestra República, tala rasa. Es la tela en la que ha de bordarse una nación. Es necesario escribir sobre ella: ¡Árboles! ¡Planten árboles!».
- En Bolivia se celebra el 1 de octubre y en las instituciones ambientales tanto como en los colegios se realizan campañas. En la ciudad de Santa Cruz de la Sierra, se cuenta con una Secretaria Departamental de Medio Ambiente y Desarrollo Sostenible el cual cuenta con un área dedicada a la Educación ambiental que es el Centro de Educación Ambiental(C.E.A.).
- En Chile se celebra el 6 de julio.
- En Cuba se celebra el 21 de junio.[11]
- En Honduras se celebra el 30 de mayo.
- En China, el día del árbol se celebra el 12 de marzo y en las escuelas se hacen campañas para que los estudiantes planten árboles este día.
- En Colombia también se celebra el día del árbol el 29 de abril por un decreto del año 1941.
- En Costa Rica se celebra el 15 de junio. El día lo creó el presidente Alfredo González Flores mediante el Decreto Ejecutivo nº14 del 25 de mayo de 1915 por lo cual se considera como una de las primeras leyes de carácter ambientalista del país.[12]
- En Ecuador se celebra el 22 de mayo.
- En El Salvador se celebra el 28 de junio.
- En España se suele celebrar a la vez que el Día Internacional de los Bosques, el 21 de marzo aunque fiel al espíritu del decreto de 1915 que obligó a celebrar la Fiesta del Árbol en toda España, cada ayuntamiento y colectivo organiza su Día del Árbol desde febrero hasta principios de mayo. En Villanueva de la Sierra(Cáceres) donde se celebró la primera Fiesta del Árbol en el mundo se sigue celebrando como en aquella ocasión, el martes de Carnaval y día grande en el calendario festivo villanovense.[2] Declarado Bien de Interés Cultural[1] Otro ejemplo de compromiso con la naturaleza se da en el pequeño pueblo de Pescueza de tan solo 180 habitantes donde se organizan las primaveras una gran plantación de encinas lo que llaman el Festivalino promovido por su ayuntamiento, la Fundación Más Árboles y la participación ciudadana donde se juntan varios miles de personas para repoblar zonas que se encuentran desnudas y que están recobrando la vida. Todo ello envuelto en un ambiente lúdico de fiesta, alegría, música y renuevo.[13]
- En Guatemala se celebra el 22 de mayo. El decreto 30-2003 contempla que el Ministerio de Educación, en coordinación con los de Agricultura, Ganadería y Alimentación y Medio Ambiente debe promover “Campañas de Reforestación Nacional” en los establecimientos educativos del país, así como el fomento de campañas educativas que contribuyan a la reforestación.
- En México se celebra el segundo jueves de julio.
- En Nicaragua se celebra el último viernes del mes de junio según el Decreto Ejecutivo nº18-91 de 1971. Ese día es celebrado por los ministerios e instituciones relacionadas con la educación, la agricultura, al ambiente y lo forestal, ejecutando campañas de reforestación, sobre todo la especie del madroño que debe ser plantado en plazas públicas, parques, autopistas y los patios de cada centro de enseñanza. No obstante, esta celebración se remonta a 1929 cuando mediante Decreto Ejecutivo del 1 de junio de ese año se declaró un día en honor a los bosques de Nicaragua.[14] En la mente de las y los nicaragüenses aún perdura la letra del Himno al Árbol atribuido a Salomón Ibarra Mayorga que comienza con los siguientes versos:

"¡¡Gloria al árbol que es dicha del hombre!!
¡¡Gloria al árbol que es fuente de amor,...!!"
- En Panamá se celebra el tercer viernes del mes de mayo con motivo de promover la protección y reforestación de bosques en todo el país. Según el Decreto Ejecutivo n°165 del Órgano Ejecutivo fijado el 11 de mayo de 1967.
- En Paraguay se celebra desde 1904 por iniciativa de Moisés Santiago Bertoni quien fijó inicialmente el 14 de julio. Posteriormente, en 1954, el Ministerio de Educación y Ciencias fijó la fecha del 19 de junio para conmemorar.
- En Perú se celebra el 1 de septiembre.
- En República Dominicana se celebra el 5 de mayo.[15]
- En Uruguay se celebra el 19 de junio junto con el Día del Abuelo y el natalicio del prócer José Gervasio Artigas.
- En Venezuela se celebra el último domingo de mayo. La efeméride se designó por una iniciativa del entonces presidente Cipriano Castro en 1905, quien la fijó para el 23 de mayo. En 1909 fue movida para el 15 de mayo, por ser día de san Isidro Labrador. En 1951 se dispuso celebrarlo el último domingo del mes de mayo.